# Coloratura

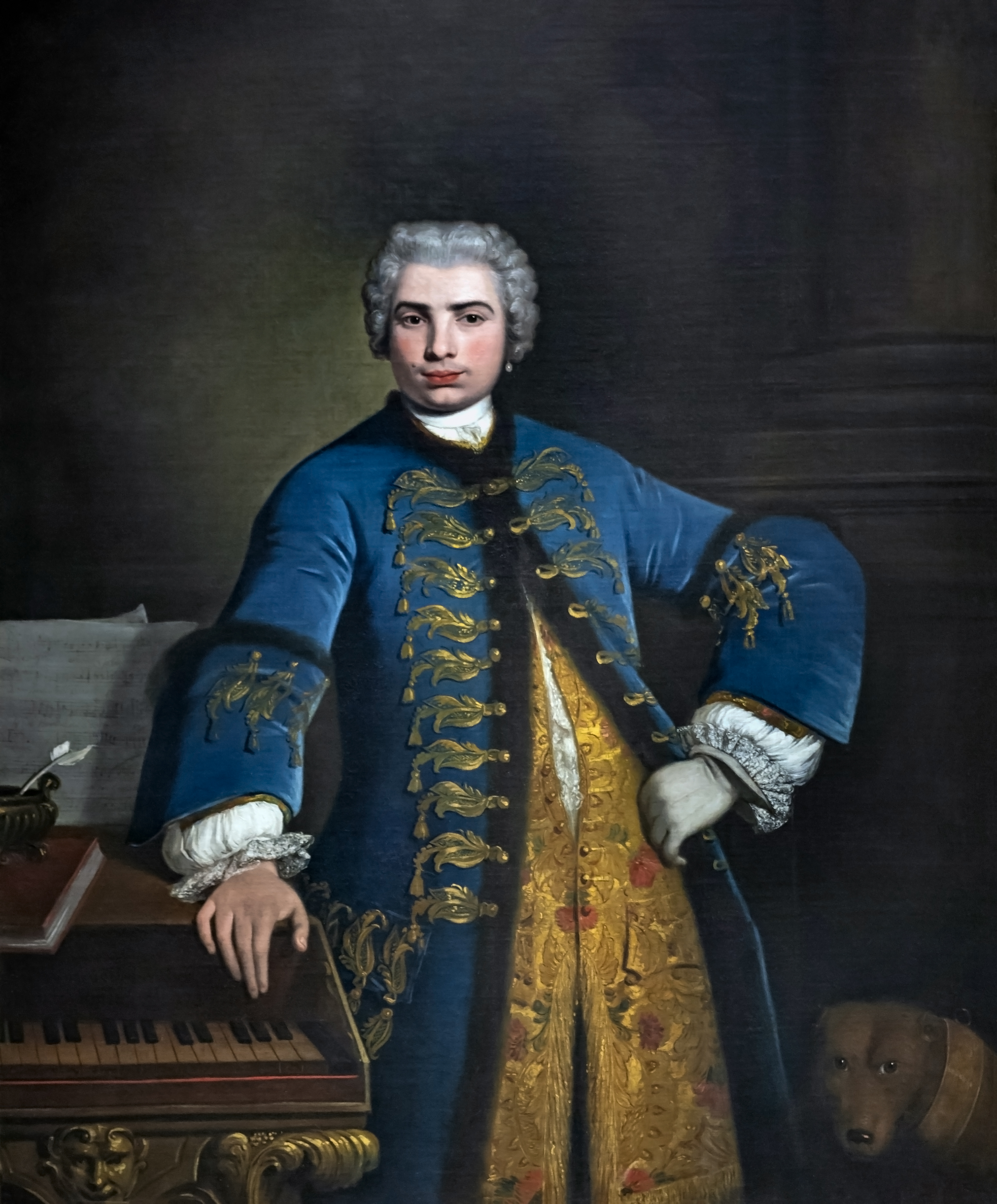
Farinelli, castrato famoso por interpretar papeles coloratura en el Barroco.

En el ámbito de la música, la coloratura hace referencia a la elaboración de la melodía, en concreto en la música vocal y especialmente en la operística. Partiendo de esta definición, el término puede asumir varios significados relacionados. Así pues, es ampliamente utilizado para designar ciertos pasajes musicales y roles operísticos en los que esta técnica ornamental desempeña un papel relevante, así como por extensión, a los cantantes que interpretan tales roles.
La palabra española «coloratura» proviene del italiano «colorare», que significa ‘colorear, intensificar, animar’.

## Técnica ornamental
La coloratura es la capacidad de la voz lírica de ejecutar sucesiones de notas rápidas. En ocasiones de forma melismática, cuando la vocal de una sílaba se extiende a varias notas seguidas. Aunque deriva del vocablo latino colorare que significa "colorear", la coloratura no supone ninguna práctica de "colorear" la voz, como alterar la calidad o timbre de la voz  con intención expresiva. Por ejemplo, la técnica de la «voix sombrée» utilizada por Gilbert Duprez en la década de 1830.
La coloratura constituye uno de los tres determinantes del bel canto, por eso debería poder realizarla cualquier tipo de voz, si bien normalmente se escribe para soprano y tenor, que son las que más agilidad tienen por naturaleza.

### Uso del término
La coloratura fue definida por primera vez en diccionarios musicales no italianos, en las obras siguientes: Michael Praetorius en su Syntagma Musicum de 1618, Sébastien de Brossard en su Dictionnaire de musique de 1703 y Johann Gottfried Walther en su Musicalisches Lexicon de 1732. En estos primeros textos «el término se aborda de forma breve y siempre en referencia al uso italiano».
Christoph Bernhard (1628-1692) define "coloratura" de dos maneras:

Cadenza: «Pasajes que no están tan exactamente vinculados al compás, sino que a menudo se extienden dos, tres o más compases más allá [y] deberían realizarse únicamente en los cierres principales»
Cadenza: runs which are not so exactly bound to the bar, but which often extend two, three or more bars further [and] should be made only at chief closes.
Christoph Bernhard (1628-1692): 
 Von der Singe-Kunst, oder Maniera 
 (‘del arte o manera de cantar’), 
 hacia 1649

Disminución: «Cuando se altera un intervalo mediante varias notas más cortas, de modo que, en lugar de una sola nota larga, varias notas más cortas se apresuran hacia la nota siguiente a través de todo tipo de progresiones por paso o por salto.
Diminution: when an interval is altered through several shorter notes, so that, instead of one long note, a number of shorter ones rush to the next note through all kinds of progressions by step or leap.
Christoph Bernhard (1628-1692): 
 Tractatus compositionis 
 (‘tratado de composición’, en latín), 
 hacia 1657

Por otra parte, el término nunca fue empleado en los más célebres textos italianos sobre canto: Le nuove musiche (1601-2) de Giulio Caccini; Opinioni de 'cantori antichi e moderni (1723) de Pier Francesco Tosi; Pensieri, e riflessioni pratiche sopra il canto figurato (1774) de Giovanni Battista Mancini; Mémoire sur la voix humaine (1841) y Traité complet de l'art du chant (1840-1847) de  Manuel García. Tampoco fue utilizado por los autores ingleses Charles Burney (1826-14 ) y Henry Fothergill Chorley (1808-1872). Ambos autores escribieron largo y tendido sobre el canto italiano de un período en el que la ornamentación era esencial.
En la actualidad el término coloratura se suele aplicar específicamente a la elaborada y florida ornamentación que se puede observar en la música vocal del Clasicismo (siglo XVIII) y del Romanticismo, más específicamente en el bel canto (siglo XIX). Sin embargo, la música de los siglos XV, XVI y XVII, es particular la música barroca hasta 1750, ya incluía un amplio repertorio que requería la técnica de coloratura en cantantes e instrumentistas por igual. 
En el significado musicológico moderno el término se aplica para hacer alusión a música florida, tanto vocal como instrumental, perteneciente a cualquier periodo de la historia de la música. Por ejemplo, en Alemania la palabra «coloratura» (Koloratur) ha sido aplicada a la ornamentación estereotipada y formulista utilizada en música para tecla del siglo XVI escrita por un grupo de compositores alemanes para órgano que son conocidos como los «Coloristas» (Koloristen).

### Historia
Barroco
Las coloraturas eran recursos habituales en la música barroca, donde se escribían tanto para música eclesiástica como para lucimiento de las estrellas de ópera, las primas donnas y los castrati. Las arias de lucimiento de la ópera barroca poseían una cadencia especialmente destinada a la improvisación. El ideal del cantante para compositores como Johann Sebastian Bach era el cantante con agilidad instrumental, lo que incluía la ejecución de coloraturas en toda la tesitura de la voz.
Clasicismo
En la época clásica, la coloratura deja de ser la única forma de virtuosismo vocal y coexiste con un canto más lineal y más cercano a la voz hablada. En el singspiel de Wolfgang Amadeus Mozart, la clásica aria de coloratura coexiste con formas derivadas del canto popular.
Aparece en el canto de los siglos XVIII y XIX en forma de escalas, trinos, grandes saltos o material musical similar.
Romanticismo
En la ópera de Rossini, Donizetti y Bellini la coloratura es llevada al extremo en amplitud, rapidez y agilidad. Ese desarrollo fue tachado de superficial por compositores como Richard Wagner en Alemania. Sin embargo, la coloratura rossiniana es siempre una expresión de un estado de ánimo. 
El profesor y teórico más importante de la coloratura y del bel canto fue el barítono Manuel Patricio Rodríguez García. En 1840 y 1847, publicó en París un manual de canto en dos partes que resume las técnicas del bel canto y describe una manera de adquirir una coloratura ágil a través de repeticiones de notas.
En la ópera de la segunda mitad del siglo XIX, la coloratura se hizo especialmente propia de los papeles femeninos dramáticos, como el caso de Violeta en La traviata de Verdi. Mientras tanto, el tenor de coloratura del tipo rossiniano es reemplazado por el tenor spinto, o tenore di forza, una voz muy potente, pero incapaz de movimientos ágiles. Ese desarrollo se realiza en todo el canto operístico con las obras de Richard Wagner y la ópera del verismo.
Siglos XX y XXI
Actualmente el canto de coloratura ha sobrevivido con las composiciones de Monteverdi a Rossini. Sin embargo, en composiciones actuales, los compositores contemporáneos no han encontrado maneras de integrar la técnica de modo natural en sus creaciones. Destacan sobre todo Cecilia Bartoli y Simone Kermes.

## Tipo de voz
El término «coloratura» se aplica por extensión a ciertos tipos de voces que dominan esta técnica. Existen múltiples piezas de coloratura escritas para todos los tipos de voz en diferentes géneros musicales. Cuando se describe una voz como de coloratura sin más añadidos, suele hacerse referencia a la «soprano de coloratura». No obstante, cantantes con otro tipo de voz pueden tener dotes para la técnica de coloratura. 
La «soprano de coloratura», por ejemplo que puede tipificarse en el famoso personaje de la Reina de la Noche de La flauta mágica de Mozart. Este tipo de soprano dispone de un amplio rango vocal en el agudo y requiere a la cantante que ejecute con gran facilidad un estilo de canto que incluye ornamentaciones y embellecimientos de gran elaboración, incluyendo pasajes de rápidas escalas en staccato y trinos. Una soprano de coloratura tiene la capacidad vocal para producir notas por encima del do alto (C6) y posee una tesitura que va desde A4 hasta A5 o más arriba. Por su parte, las sopranos más graves tienen una tesitura que está entre G4 y G5 o más abajo. 
Richard Miller distingue dos tipos de soprano de coloratura ( coloratura y coloratura dramática) así como la «mezzosoprano de coloratura», y aunque no contempla la «contralto de coloratura», cita papeles que requieren el uso de la técnica de coloratura en una contralto. En los más famosos tratados italianos de canto (Caccini, 1601/2; Tosi, 1723; Mancini, 1774; García, 1841), nunca se empleó el término coloratura.

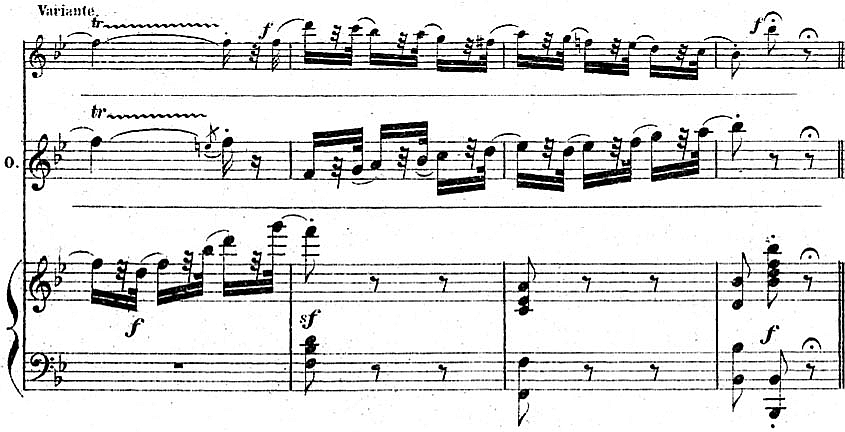
Pasaje de coloratura para soprano. Incluye una variante más difícil en el pentagrama superior, con un salto a un re alto (D6). La cadenza final del «Valse» en la escena de la locura de Ophélie (Acto IV) de la ópera Hamlet (1868) de Ambroise Thomas.

Entre las partes de coloratura más famosas de la historia de la música destacan:
- «Al·leluia» del Exsultate, jubilate de Mozart, que puede ser arreglado para ser interpretado por una contralto, una mezzosoprano o una soprano, aunque originalmente fue compuesta para castrato.
- El aria «Every Valley Shall Be Exalted» de El Mesías de Händel, es un ejemplo de pieza de coloratura para tenor.
- Las arias «Ah, il più lieto, il più felice» de Il barbiere di Siviglia y «Languir per una bella» de L'italiana in Algeri de Rossini, son de las coloraturas más populares para tenor.
- El aria de la locura «Il dolce suono» de Lucia di Lammermoor de Gaetano Donizetti para soprano.[4]
- El aria de Zerbinetta en Ariadne auf Naxos de Richard Strauss, es un ejemplo de coloratura para soprano en una obra del siglo XX.